# Elsen-Gruppe
Die Elsen Unternehmensgruppe ist ein deutsches Logistikunternehmen mit über 30 Standorten in Europa und rund 1.250 Mitarbeitern. Der Hauptsitz befindet sich in Wittlich, Rheinland-Pfalz, das operative Geschäft wird von Koblenz ausgeführt. Mehrheitsgesellschafter sind die Familien Groß-Elsen sowie Groß.

## Geschichte
1870 gründete der damals 20-jährige Dominik Elsen das Fuhrunternehmen Elsen. Das Haupttätigkeitsfeld war Holz- und Möbelbeförderung sowie Transporte von Kohle und Bauteile für Pferdekutschen. Sein Sohn, Hubert Elsen, führte das Unternehmen ab 1920 fort und kaufte ein Jahr später den ersten LKW. Durch den Verkauf aller Pferde hatte das Unternehmen Mitte der 1920er Jahre nur noch Lastkraftwagen. Während des Zweiten Weltkrieges wurden bei einer Bombardierung von Wittlich das Geschäftsgebäude und die gesamte LKW-Flotte zerstört. Bei diesem Angriff kam Hubert Elsen ums Leben.
1946 kehrte Karl Elsen, der Sohn von Hubert Elsen, aus der Kriegsgefangenschaft zurück und begann mit dem Wiederaufbau des Unternehmens. Bis 1955 errichtete er mit Unterstützung seiner Frau, seines Bruders sowie seines Schwagers ein internationales Speditions- und Logistikunternehmen. Bis 1973 bezog das Unternehmen neue Betriebsstätten in Trier, Köln, Berlin, Koblenz und Grevenmacher. Außerdem wurde die Tochtergesellschaft Elsen Transports S.á.r.l. gegründet, die Ende 2011 verkauft wurde. 26 Jahre nach dem Wiederaufbau wurde Gerhard Groß, der Schwager von Karl Elsen, weiterer Gesellschafter. Mit dem Austritt von Josef Elsen 1988 wurde Wolfgang Groß, Sohn von Gerhard Groß, neuer Gesellschafter und Geschäftsführer im Unternehmen. 1990 wurde Elsen Mitbegründer der Forschungs- und Entwicklungsgesellschaft für Transportwesen Fortras und nahm die Geschäftstätigkeit des Beteiligungsunternehmens R&F Spedition in Berlin auf. Vier Jahre später adoptierte Karl Elsen Wolfgang Groß, der seitdem Wolfgang Groß-Elsen heißt. Seit 1997 ist Volker Groß, neben seinem Bruder, Gesellschafter und seit 2002 Geschäftsführer auch in Deutschland und Polen.
2001–2004 wurden die Aktivitäten von Fortras und System-Plus zur Kooperation System Alliance zusammengeführt. Außerdem wurden die Tochtergesellschaften Elsen Logistik GmbH und Con-Log Logistik und Consulting GmbH in Deutschland sowie die Elsen Logistyka Sp. z o.o. Sp.k. in Polen gegründet. Im Jahr 2004 führte das Unternehmen ein standardisiertes Qualitätsmanagement ein und ist seitdem mit allen Tochterunternehmen nach ISO 9001 zertifiziert. Anfang 2005 starb Karl Elsen im Alter von 85 Jahren. Ein Jahr darauf gab Elsen die Veräußerung des Unternehmensbereichs Systemverkehre an die Hellmann Worldwide Logistics bekannt. Des Weiteren folgte der Beitritt zur Kooperation E.L.V.I.S. AG (Europäischer Ladungsverbund Internationaler Spediteure). Im Jahr 2007 trat mit Thomas Klein ein weiterer Geschäftsführer und stiller Gesellschafter ein.
In den Jahren 2010 bis 2012 wurden die Tochterunternehmen Logipower Sp. z o.o. Sp.k. in Polen und die Logipower GmbH & Co. KG in Deutschland gegründet. 2012 sicherte sich die Tochtergesellschaft Con-Log die Namensrechte der Koblenzer Sporthalle Oberwerth, diese war von 2013 bis 2018 als Conlog Arena bekannt. Mitte 2013 gründete die Unternehmensgruppe die Chaindson GmbH & Co. KG und rief 2018 den Geschäftsbereich Digital Office and Transformation ins Leben. Ein Jahr später wurde die Tochtergesellschaft Logipower GmbH & Co. KG deutschlandweiter Master Vendor für den Automobilzulieferer Musashi Europe und eröffnete zwei Standorte in Deutschland. 2020 fusionierten die beiden Personaldienstleister Con-Log Logistik und Consulting GmbH und Logipower GmbH & Co. KG zu Conlog GmbH & Co. KG.

## Struktur und Geschäftsbereiche
- Die geschäftsführenden Gesellschafter der Elsen Holding GmbH sind Wolfgang Groß-Elsen (Vorsitzender des Aufsichtsrates) und Volker Groß (stellv. Vorsitzender des Aufsichtsrates). Thomas Klein ist geschäftsführender Gesellschafter und Sprecher der Geschäftsführung der Elsen GmbH & Co. KG.
- Die Unternehmensgruppe besteht aus der Muttergesellschaft Elsen Holding GmbH, die Management- und Verwaltungsaufgaben für die Tochterunternehmen in Deutschland und Polen ausführt. Die einzelnen Tochterunternehmen sind eigenständige Unternehmen, die selbst wirtschaften und von keinem anderen Unternehmen finanziell abhängig sind. Im Falle einer Insolvenz hat es also keinen Einfluss auf andere Unternehmen der Gruppe.
- Das Unternehmen stützt sich auf die Geschäftsbereiche: Logistik, Transport, Personalmanagement.[3] und Logistikberatung[4]